# Pallenopsis meridionalis
Pallenopsis meridionalis är en havsspindelart som beskrevs av Hodgson, T.V. 1914. Pallenopsis meridionalis ingår i släktet Pallenopsis och familjen Phoxichilidiidae. Inga underarter finns listade i Catalogue of Life.